# Lijst van gemeenten van Campeche
De Mexicaanse deelstaat Campeche bestaat uit dertien gemeenten.
| INEGI | Gemeente    | Inwoners | Oppervlakte  | Hoofdplaats               | Inwoners |
| ----- | ----------- | -------- | ------------ | ------------------------- | -------- |
| 001   | Calkiní     | 42.896   | 1.722,2 km²  | Calkiní                   | 15.949   |
| 002   | Campeche    | 294.077  | 3.224,3 km²  | San Francisco de Campeche | 249.623  |
| 003   | Carmen      | 248.845  | 8.557,2 km²  | Ciudad del Carmen         | 191.238  |
| 004   | Champotón   | 78.170   | 6.589,7 km²  | Champotón                 | 35.799   |
| 005   | Hecelchakán | 31.917   | 1.274,9 km²  | Hecelchakán               | 11.419   |
| 006   | Hopelchén   | 42.140   | 7.779,9 km²  | Hopelchén                 | 7.295    |
| 007   | Palizada    | 8.683    | 2.187,1 km²  | Palizada                  | 3.485    |
| 008   | Tenabo      | 11.452   | 1.058,4 km²  | Tenabo                    | 7.543    |
| 009   | Escárcega   | 59.923   | 4.783,3 km²  | Francisco Escárcega       | 31.375   |
| 010   | Calakmul    | 31.714   | 13.987,5 km² | Xpujil                    | 5.729    |
| 011   | Candelaria  | 46.913   | 5.669,5 km²  | Candelaria                | -        |
| 012   | Seybaplaya  | 15.297   | 284,1 km²    | Seybaplaya                | 9.515    |
| 013   | Dzitbalché  | 16.336   | 366,8 km²    | Dzitbalché                | 13.208   |

| Detailkaart                         |
| ----------------------------------- |
|                                     |
| Ligging Campeche binnen Mexico      |
|                                     |
| Gemeenten ingedeeld naar INEGI code |

Calakmul · Calkiní · Campeche · Candelaria · Carmen · Champotón · Dzitbalché · Escárcega · Hecelchakán · Hopelchén · Palizada · Seybaplaya · Tenabo